# Обратен ход
Обратен ход (на руски: Ответный ход) е съветски екшън филм на режисьора Михаил Туманишвили. Втората част на дилогията за ученията на съветските парашутисти и морски пехотинци, започната от филма "В зоната на специално внимание".

## Сюжет
Внимание:  Текстът по-долу разкрива сюжета на произведението (или части от него)!
Военните учения "Щит" са към своя край. Комбинация от кораби от група „Юг“, които са снабдени с полкове от морска пехота и въздушнодесантни войски, трябва да атакува летище „Северно“, което се защитава от брегова батарея, мотострелкови полк и гвардейски батальон. „Северните“ диверсанти, укриващи се в бункера на камион с торбички, проникват в зоната на обкръжение „Юг“ и залавят началника на щаба на парашутния полк „Юг“ със секретна документация, обезоръжавайки Тарасов и Волентир, които го охраняваха.
Командването "Южен" решава да изпрати диверсионна група, състояща се от Тарасов, Волентир и двама морски пехотинци: Швец и Зиновиев в тила на "Северния". Диверсантите залавят подполковник Морошкин от група "Север", който, както се оказва, умишлено се е представял за самоличност, криейки радиофар върху тялото си. Тарасов разгадава плана и прекъсва преследването, като крие фара в овча вълна. Диверсионна група прониква в бреговата батарея и превзема блока за управление на стрелбата. След това, през системата от тунели, диверсантите преминават към летището на летище "Северно", атакуват мобилния команден пункт на "Северен" и отнемат секретни документи от генерал Нефиедов. 
Командирът на "Юг" разкрива на командира на обучението, че умишлено е арестувал началника на щаба с документи, съдържащи дезинформация, и нарежда на групата да се върне. Зуев преследва диверсантите на бронетранспортьора БТР-60ПБ, но Волентир блокира изгледа му, в резултат на което колата се отдалечава от брега в блатото и потъва. Доброволецът е тежко ранен от отломките на моста. Швец и Тарасов помагат на "Северния" да напусне потъналата кола, докато Зиновиева отива на брега и предава документите. „Южните“ преминават в общо настъпление.

## Създатели
- Режисьор: Михаил Туманишвили
- Сценарист: Евгений Месяцев
- Оператор: Борис Бондаренко
- Художник: Съвет Агоян
- Композитор: Виктор Бабушкин
- Звукоинженер: Владимир Бахмацки
- Монтаж: Светлана Ляшинская
- Режисьор: Виталий Богуславски

## В ролите
- Борис Галкин - гвардейски капитан Тарасов Виктор Павлович
- Михай Волонтир - гвардейски прапорщик Волентир Александър Иванович
- Вадим Спиридонов - капитан Евгений Швец
- Елена Глебова в ролята на сержант Антонина Зиновиева
- Анатолий Кузнецов - гвардейски подполковник Морошкин Генадий Семьонович, началник на контраразузнаването на "Северен"
- Александър Пятков - гвардейски капитан Зуев ("Цуих")
- Лаймонас Норейка като контраадмирал Виктор Сергеевич Губанов, командир на южните сили (озвучен от Феликс Яворски)
- Даниил Нетребин - капитан 1-ви ранг Попов, началник-щаб на "Южен"
- Владимир Маренков - гвардейски полковник Новиков, командир на въздушнодесантния полк "Южен"
- Михаил Чигарев - подполковник Кочуба Борис Петрович, началник-щаб на Южния въздушнодесантен полк.
- Анатолий Ромашин - генерал-майор Нефьодов, командир на "Северните" сили
- Леонид Белозорович - майор Буткеев Леонид Георгиевич, началник-щаб на "Северен"
- Михаил Лешчински - камео
- Семьон Морозов - мичман на КПП
- Валерий Хромушкин - офицер парашутист в командирския патрул на пътя
- Александър Иншаков - "шофьор" на камиона за брашно, старши офицер на батерията
- Валентина Березуцкая - жена със стадо овце, епизод

## Критика
Критик О. Курган в списанието "Съветски екран" нарече филма логично продължение на филма "В зоната на специално внимание", където за първи път се появиха героите на Галкин и Волонтир. Отбелязвайки действието и очарованието на филма, Курган упрекна авторите за факта, че интересно замислените герои на героите почти не се развиват